# Halil İnalcık
Halil İnalcık   (Istanbul, 26 de maig de 1916 - Ankara, 25 de juliol de 2016) fou un historiador turc especialista en història otomana. La seva altament influent recerca se centrà sobre els enfocaments socials i econòmics de l'imperi. La seva carrera acadèmica va començar a la Universitat d'Ankara, on va completar el seu doctorat i on hi va treballar entre 1940 i 1972. Entre 1972 i 1986 va ser professor d'història otomana a la Universitat de Chicago. A partir de 1994 va ser professor a la Universitat de Bilkent, on va fundar el departament d'història. Va ser membre fundador de l'Acadèmia d'Euràsia.

## Biografia
Va néixer el 26 de maig de 1916 a Constantinoble (Istanbul), en el si d'una família tàtara de Crimea que va deixar Crimea per anar a la ciutat en 1905.Va estudiar a l'escola de professorat de Balıkesir, i després a la Universitat d'Ankara, Facultat de Llengua, Història i Geografia, Departament d'Història, on es va graduar en 1940. El seu treball sobre Timur va cridar l'atenció de Mehmet Fuat Köprülü, el qual li va facilitar la seva entrada com a assistent en el Departament d'Edat Moderna de la Universitat. Va completar el seu doctorat en 1942 en el mateix departament. La seva tesi doctoral fou sobre la qüestió de Bulgària a la fi de l'Imperi Otomà, específicament durant el tanzimat, i va constituir una de les primeres aproximacions socioeconòmiques en la historiografia turca. Al desembre de 1943, es va convertir en professor ajudant i el seu interès en la investigació es va centrar en els aspectes socials i econòmics de l'Imperi Otomà. Va treballar en els registres judicials otomana de Bursa i en els arxius otomans a Istanbul. Es va convertir en membre de la Societat Històrica de Turquia el 1947.
El 1949, va ser enviat per la universitat cap a Londres, on va treballar en inscripcions turqueses i otomanes al Museu Britànic i va assistir a seminaris impartits per Paul Wittek a l'Escola d'Estudis Orientals i Africans. En aquest cas, es va trobar amb altres historiadors influents, com ara Bernard Lewis. Va assistir a un congrés a París en 1950, on es va reunir amb Braudel, l'obra del qual li va influir enormement. Va tornar a Turquia en 1951 i es va convertir en professor en el mateix departament en 1952. Va donar classes com a professor visitant a la Universitat de Colúmbia de 1953 a 1954 i va treballar i estudiar com a investigador de la Universitat Harvard en 1956-1957. Al seu retorn a Turquia, va impartir classes sobre història otomana, europea i americana, així com d'organització administrativa i les reformes d'Atatürk. El 1967, va donar classes com a professor visitant a la Universitat de Princeton i a la Universitat de Pennsilvània. Es va unir a l'Associació Internacional d'Estudis del Sud-est Europeu (francès: Association Internationale des Etudes du Sud-Est Européen) en 1966 i va ocupar el càrrec de president d'aquesta institució entre 1971 i 1974
El 1971, la Universitat Harvard li va oferir un lloc de professor permanent i la Universitat de Pennsilvània li va oferir un contracte de cinc anys. Va rebutjar ambdós, atès que desitjava romandre a Turquia. No obstant això, mentrestant, l'agitació política a Turquia va empitjorar i els estudiants es van implicar cada vegada més en el conflicte, la qual cosa dificultava l'educació. El 1972, va acceptar una invitació per unir-se a la facultat de la Universitat de Chicago, on va ensenyar història otomana fins al 1986. Entre 1990 i 1992, va fer classes com a professor visitant a Harvard i Princeton. El 1992, va tornar a Turquia després d'una invitació per part de la Universitat de Bilkent, on va fundar el departament d'història, i va impartir ensenyaments a nivell de postgrau,i classes fins a la seva mort. El 1993, va donar la seva col·lecció de llibres, revistes i separates sobre la història de l'Imperi Otomà a la biblioteca de la Universitat Bilkent. També fou membre i president de moltes organitzacions internacionals, com ara l'Acadèmia Sèrbia de Ciències i Arts en el Departament de Ciències Històriques, també membre de l'Institute of Turkish Studies dels Estats Units.
İnalcık va morir el 25 de juliol del 2016. Va ser enterrat en el hazire (petit cementiri) de la mesquita Fatih a Fatih, Istanbul, d'acord amb un decret governamental, després de dues cerimònies realitzades a les universitats d'Ankara i Bilkent a Ankara, el 27 de juliol.

## Obra i impacte
L'obra d'İnalcık's es va centrar en l'anàlisi econòmica i social de l'Imperi Otomà.Volia contrarestar el que considerava una la narració hostil, parcial, presentada per fonts occidentals en l'inici de la seva obra, i el que considerava com una historiografia exagerada, romàntica i nacionalista en la pròpia Turquia. Exemplificava aquesta narrativa occidental esbiaixada, que ell tractava de dissipar, en la descripció que Franz Babinger feia de Mehmet II com una personalitat sanguinària i sàdica. Va criticar la generalització dels enfocaments de la història otomana perquè, segons ell, no tenien una visió social o econòmica a causa de la falta d'investigació. Fou el primer historiador a estudiar els registres judicials otomans en profunditat per deduir elements dels factors socioeconòmics en la societat otomana. Quan va començar la seva investigació en la dècada del 1940, es creia que aquest tipus de documents eren inútils, a causa en part del recent canvi d'alfabet, i estaven sent emmagatzemats en condicions desfavorables o totalment destruïts.
İnalcık corregit un bon nombre de conviccions errònies sobre la història turca i otomana.Un d'aquests casos va ser el descobriment que la proposició que la dinastia otomana pertanyia a la tribu Kayı fou inventada al segle xv. Segons Immanuel Wallerstein, İnalcık va formar la disciplina de la investigació històrica amb la seva metodologia única i va portar molts estudiants a la seva escola de pensament, amb enfocaments des de diversos punts de vista socioeconòmics i culturals.
Fou influenciat per les obres de Fuad Köprülü, Fernand Braudel i Ömer Lütfi Barkan.

### Llista de publicacions
La seva obra més important fou el seu primer llibre, Hicrî 835 tarihli Sûret-i defter-i sancak-i Arvanid (Copiat del registre per a A.H. 835 al Sanjak d'Albània), el qual va ser publicat a Ankara en 1954 i va presentar un dels primers cadastres disponibles en els arxius de l'Imperi Otomà.
- en anglès:[17]
  - "The Policy of Mehmed II toward the Greek Population of Istanbul and the Byzantine Buildings of the City" (1968)[18]
  - "Capital Formation in the Ottoman Empire" (1969), The Journal of Economic History, Vol. 29, No. 1, The Tasks of Economic History, pp. 97–140[19]
  - "Ottoman Policy and Administration in Cyprus after the Conquest" (1969)
  - History of the Ottoman Empire Classical Age / 1300–1600 (1973)
  - The Ottoman Empire: Conquest, Organization and Economy (1978)
  - Studies in Ottoman Social and Economic History (1985)
  - The Middle East and the Balkans under the Ottoman Empire: Essays on Economy and Society (1993)
  - An Economic and Social History of the Ottoman Empire, 1300–1914 (amb Donald Quataert, 1994)
  - From Empire to Republic: Essays on Ottoman and Turkish Social History (1995)
  - Sources and Studies on the Ottoman Black Sea: The Customs Register of Caffa 1487–1490 (1996)
  - Essays in Ottoman History (1998)
- en turc:[17][20]
  - Makaleler 1: Doğu Batı, Doğu Batı Yayınları 2005
  - Fatih devri üzerinde tetkikler ve vesikalar Ankara, 1954
  - Osmanlı'da Devlet, Hukuk, Adalet, Eren Yayıncılık 2000
  - Osmanlı İmparatorluğu'nun Ekonomik ve Sosyal Tarihi Cilt 1 /1300-1600, Eren Yayıncılık, Prof. Dr. Donald Quataert ile 2001
  - Osmanlı İmparatorluğu'nun Ekonomik ve Sosyal Tarihi Cilt 2 / 1600–1914, Eren Yayıncılık 2004
  - Osmanlı İmparatorluğu – Toplum ve Ekonomi, Eren Yayıncılık
  - Osmanlı İmparatorluğu Klasik Çağ (1300–1600), Yapı Kredi Yayınları 2003
  - Tanzimat ve Bulgar Meselesi Eren Yayıncılık
  - ABD Tarihi, Allan Nevins/Henry Steele Commager (çeviri) Doğu Batı Yayınları 2005
  - Şair ve Patron, Doğu Batı Yayınları 2003
  - Balkanlar (Prof. Dr. Erol Manisalı ile)
  - Atatürk ve Demokratik Türkiye, Kırmızı Yayınınları (1.Baskı: Temmuz 2007 – 2.Baskı: Aralık 2007)
  - Devlet-i Aliyye (1.Baskı: 2009)
  - Kuruluş – Osmanlı Tarihini Yeniden Yazmak
  - Tanzimat, Değişim Sürecinde Osmanlı İmparatorluğu (Mehmet Seyitdanlıoğlu ile birlikte) İş Bankası Kültür Yayınları 2011.
  - OSMANLILAR, Fütühat ve Avrupa İle İlişkiler
  - Has-Bağçede 'Ayş u Tarab – Nedimler Şairler Mutripler, İş Bankası Kültür Yayınları (2011)
  - Kuruluş ve İmparatorluk Sürecinde Osmanlı
  - Osmanlılar (2010)
  - Kuruluş ve İmparatorluk Sürecinde Osmanlı (2011)
  - Rönesans Avrupası Türkiye'nin Batı Medeniyetiyle Özdeşleşme Süreci, İş Bankası Kültür Yayınları (2011)
  - Osmanlı ve Modern Türkiye, Timaş Yayınları (2013)
  - Devlet-i 'Aliyye: Tagayyür ve Fesad, Osmanlı İmparatorluğu Üzerine Araştırmalar II, İş Bankası Kültür Yayınları (2014)

## Curiositats
En una entrevista amb el diari Hürriyet, (vegeu Enllaços externs) amb motiu del seus 100 anys, diu que "tota la seva vida ha treballat com un monjo", i afegeix
| « | he escrit 72 llibres, molts d'ells, després dels 80 anys. | » |

A la periodista Güliz Arslan (amb poc més de 20 anys) li va dir que "m'estic enamorant de vostè" i ella li respongué: "si vostè té una oferta m'ho puc pensar".